# Młynów (Grande-Pologne)
Pour les articles homonymes, voir Młynów.
Młynów est une localité polonaise de la gmina rurale et du powiat d'Ostrów Wielkopolski en voïvodie de Grande-Pologne.

## Géographie

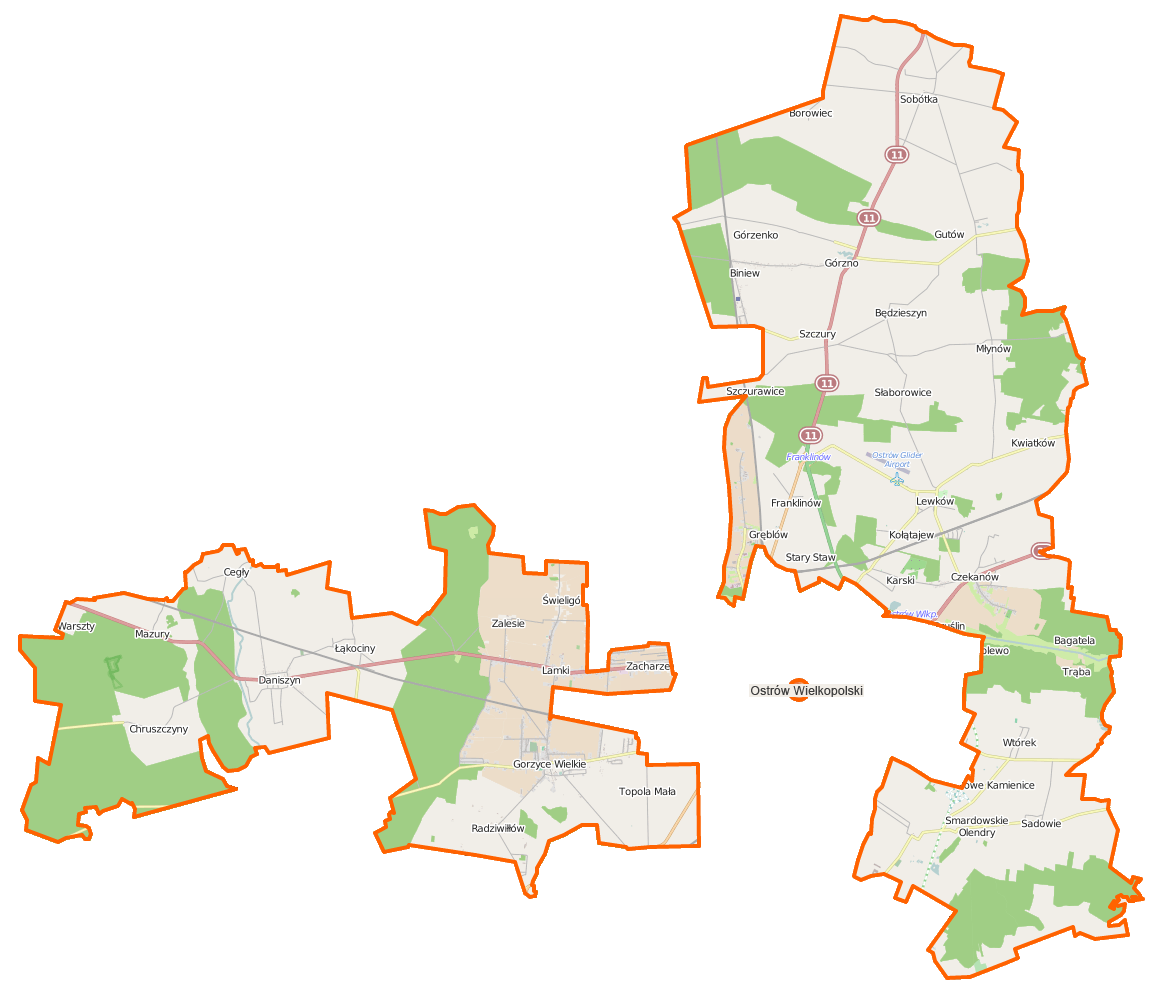
Carte de la gmina d'Ostrów Wielkopolski.